# IAYC
Das Internationale Astronomische Jugendlager (englisch: International Astronomical Youth Camp (IAYC)) ist ein jährlich stattfindendes Sommerlager für Jugendliche aus aller Welt mit einem Interesse an Astronomie. Seit der Gründung des IAYC im Jahre 1969 fand es kontinuierlich an über 30  verschiedenen Orten in Europa, Nordafrika und dem Nahen Osten statt, die Konversationssprache ist Englisch.
Ziel des Sommerlagers ist, neben der gemeinsamen Beschäftigung mit der Astronomie, junge Menschen aus verschiedensten Weltregionen zusammenzubringen und sie zu ermutigen, gemeinsam mehr über Natur- und angrenzende Wissenschaften zu lernen.
Seit 1969 haben mehr als 1500 junge Astronomen an den IAYCs teilgenommen.